# STEP (ラジオ番組)
STEP（ステップ）は、2020年4月5日から2021年3月28日まで九州朝日放送（KBCラジオ）で放送されていた日曜午後の生ワイド番組である。

## 概要
2008年10月5日から2020年3月29日まで11年半にわたって放送されてきた『サンデーおすぎ』の放送枠を引き継ぎ、新しく日曜午後の生ワイド番組として再出発。
この番組では、九州朝日放送の九州ブロックネットのテレビ番組の『アサデス。九州・山口』に出演している中島つぐまさと、同じく九州朝日放送の平日夕方のテレビのローカルワイドニュース番組の『シリタカ!』のメインキャスターを務める高崎恵理が、SNS・ソーシャル・ネットワーク・システムを活用して進行していくバラエティ・ワイド番組となっている。
具体的には、週末情報や、『AI（人工知能）』との会話を行うコーナーが設けられる。また、SNSの中でも特にインスタグラムを積極的に活用しており、各種プレゼントの紹介・当選者発表をインスタグラム上で行うほか、番組内で紹介した情報を写真・動画で投稿し、また一部コーナー（後述）では毎回生配信を行い、特にエンディングでの生配信は番組終了（17：00）以降も続けられ、出演者によって当日の裏話が話される。
なお、ナイターイン期（4月から9月まで）は『KBCダイナミックホークス』のプロ野球デーゲーム中継が内包されるが、2020年度の場合、新型コロナウイルスの感染拡大の影響でプロ野球の開幕が6月19日まで延期されたため、6月21日放送回より内包されることとなった。またKBCダイナミックホークス中継時間内の一部で公式インスタグラムにおいて、中継時間中のスタジオ出演者の様子をライブ配信し、リスナー連動を図っている。

## エピソード
- 番組公式インスタグラムのフォロワーが何人になったか、出演者がよく確認している。
- 番組公式のインスタグラムアカウントでインスタライブをよく行っており、番組スタッフが写っていることもある。
- 中島つぐまさは、田中菜津美のことを、田中なつみかんちゃんということもある。
- 高崎恵理が電話出演中に、元Jリーガーの夫・筑城和人も一緒に電話出演したこともある。
- 2020年春に行われていたKBCラジオ、ラジオで話そう1000人キャンペーン～今、どうですか？～では、全国各地の聴取者が電話出演したが、その多くが田中菜津美のファンであった。
- 2020年5月24日の放送でSTEPオリジナルマスクをつくりたいと話したところ、番組終了後に番組宛に福岡市西区のマスクの刺繍や店ののぼり等を作っている製造会社から「うちの会社でオリジナルマスクつくりませんか？」とメッセージが届き、同5月31日に製造会社社員が電話出演した際にSTEPオリジナルマスクを作る仮契約がされた。その後の放送回では、完成まで毎回製造会社と電話をつなぎ話を進め、また番組公式インスタグラムでデザイン案の投票を経て、同6月28日の放送で完成品が披露され、同日からSTEPオリジナルマスクが番組プレゼントとなった[3]。

## パーソナリティ
- 中島つぐまさ
- 高崎恵理[4]
- 田中菜津美[5]（不定期）

## タイムテーブル
（プロ野球中継がない時期のもので、いずれもおおよその時間,☆がついている項目は番組公式インスタグラムにおいてライブ配信が行われるコーナー）
- 12:00 オープニング☆
- 12:10 ふるさとwish
- 12:20 ステップアップインフォメーション
- 12:30 交通情報
- 12:45 今日のランチはこれ!（高崎恵理のランチ向けのレシピ紹介）
- 12:55 ニュース・天気予報
- 13:00 AIと会話しよう！(1)
- 13:10 賞金ゲット！ステップアップ！（過去一週間のKBCラジオ放送の全番組からクイズを出題し、正解者に賞金が贈られる）
- 13:20 つぐまさキャッチアップ
- 13:30 交通情報
- 13:55 ニュース・天気予報
- 14:00 AIと会話しよう！(2)
- 14:15 ステップアップスポーツ
- 14:30 交通情報
- 14:55 ニュース・天気予報
- 15:00 AIと会話しよう！(3)
- 15:05 特集！ステップアップ！
- 15:20 エリーのなんでもレッスン！☆
- 15:30 交通情報
- 15:35 ラブラブのろけ～ナ
- 15:55 ニュース・天気予報
- 16:00 スーパーマッチョー！☆
- 16:30 交通情報
- 16:35 今晩のおかず（高崎恵理のおかずレシピ紹介）
- 16:50 ニュース・天気予報
- 16:55 エンディング☆